# أوفه بلاب
أوفه بلاب (بالألمانية: Uwe Blab) مواليد 26 مارس 1962 في ميونخ، هو لاعب كرة سلة ألماني سابق. بدأ مسيرته الاحترافية في سنة 1985. تم اختياره من قبل فريق دالاس مافيريكس خلال الدرافت. يحمل الرقم 33. يبلغ طوله 7 قدم 2 بوصة (2.2 م). مثّل منتخب بلاده. شارك في دورة الألعاب الأولمبية الصيفية سنة 1984. اعتزل اللعب في 1993.

## المسيرة الاحترافية
لعب مع دالاس مافيريكس من سنة 1985 إلى 1989، ثم لعب مع غولدن ستايت ووريورز في موسم 1989–1990، ثم لعب مع سان أنطونيو سبرز في سنة 1990، ثم لعب مع باسكت نابولي في سنة 1990، ثم لعب مع ألبا برلين في الدوري الألماني من سنة 1991 إلى 1993.

## روابط خارجية
- أوفه بلاب على موقع الاتحاد الدولي لكرة السلة (الإنجليزية)
- أوفه بلاب على موقع إن بي أي (الإنجليزية)
- أوفه بلاب على موقع سبورتس رفرنس (الإنجليزية)
- أوفه بلاب على موقع كلية كرة السلة في سبورتس رفرنس.كوم (الإنجليزية)
- أوفه بلاب على موقع ريلجم (الإنجليزية)
- أوفه بلاب على موقع بروبوليرز (الإنجليزية)
- أوفه بلاب على موقع سبورتس رفرنس (الإنجليزية)
- أوفه بلاب على موقع أوليمبيديا (الإنجليزية)